# Tepuihyla edelcae
Tepuihyla edelcae là một loài ếch trong họ Nhái bén.
Nó được tìm thấy ở Venezuela và có thể Guyana.
Các môi trường sống tự nhiên của chúng là vùng cây bụi nhiệt đới hoặc cận nhiệt đới vùng đất cao, đầm nước, đầm nước ngọt, và đầm nước ngọt có nước theo mùa.